# Berberyna
Berberyna – organiczny związek chemiczny, izochinolinowy alkaloid pochodzenia roślinnego, należący do klasy protoberberyn. Występuje m.in. w berberysie, gorzkniku, Coptis chinensis, Arcangelisia flava, B. aquifolium czy B. aristata. Zawartość tego związku w korzeniach i łodygach berberysu wynosi ok. 1,24%, w kłączu gorzknika do 3%.

## Zastosowania medyczne
Berberyna wykazuje aktywność biologiczną: ma działanie przeciwbakteryjne, przeciwpierwotniakowe, przeciwbiegunkowe, przeciwrakowe, przeciwcukrzycowe, przeciwnadciśnieniowe, antydepresyjne, przeciwzapalne oraz obniża poziom cholesterolu. Ponadto berberyna wykazuje właściwości korzystne w redukcji tkanki tłuszczowej. Zwiększa aktywność hormonu adiponektyny, a także oddziaływanie na SIRT-1, dzięki czemu pozytywnie wpływa na metabolizm, reguluje apetyt, a także przemiany tlenowe zachodzące w organizmie i pracę mitochondriów. Właściwości te znalazły zastosowanie nie tylko w terapii odchudzającej, ale także leczeniu zespołu metabolicznego i cukrzycy typu 2[niewiarygodne źródło?].
Jednak zgodnie z obszerną opinią z 2019 z Narodowej Biblioteki Medycznej Stanów Zjednoczonych żadne z tych zastosowań nie jest poparte dobrymi dowodami naukowymi. Berberynie przyznano trzeci stopień (możliwa skuteczność) w siedmiostopniowej skali możliwej skuteczności dla 5 wskazań, a dla kolejnych 19 przyznano ostatni stopień (niewystarczające dowody do oceny). Za substancję o słabej skuteczności uznano ją także w 2023.
Preparaty berberynowe stosowane są jako lek w tradycyjnej medycynie azjatyckiej oraz jako suplementy diety, uaktywniający jeden z regulatorów metabolizmu – AMPK. Berberyna była i jest przedmiotem badań klinicznych mających na celu wprowadzenie jej do nowoczesnej medycyny.

## Działania niepożądane
Poważnym ograniczeniem jej stosowania jest niska biodostępność przy podawaniu doustnym z powodu słabego wchłaniania się z przewodu pokarmowego. Wymaga to podawania dużych dawek, co powodować może niekorzystne efekty uboczne.
Jednym z niekorzystnych oddziaływań jest silne uwalnianie bilirubiny z jej nierozpuszczalnego kompleksu z albuminą obecnego we krwi. Z tej przyczyny nie należy jej stosować u kobiet w ciąży i noworodków z żółtaczką.

## Fluorescencja
Berberyna wykazuje żółtozieloną fluorescencję, silnie zależną od środowiska. W roztworze wodnym jest ona bardzo słaba. Jej wydajność kwantowa wynosi ok. 0,00045, maksimum absorpcji to 422 nm, a maksimum emisji 550 nm. Fluorescencja wzrasta ok. 17-krotnie, jeżeli w roztworze obecny jest anionowy surfaktant – laurylosiarczan sodu. Jeszcze silniejszą fluorescencję wykazują wodno-olejowe emulsje zawierające surfaktant kationowy (bromek cetylotrimetyloamoniowy) lub niejonowy (triton X-100), odpowiednio 44× i 22× silniejszą niż w czystej wodzie. Jeszcze silniejszą fluorescencję wykazują roztwory berberyny w alkoholach i innych umiarkowanie polarnych rozpuszczalnikach organicznych, np. w butanolu, CH
3CH
2CH
2CH
2OH, wydajność kwantowa fluorescencji wynosi 0,057, tj. 127× więcej niż w wodzie. Właściwości te wykorzystywane są w badaniach biologicznych i analitycznych.
Fluorescencja berberyny powoduje, że po wystawieniu na promieniowanie UV części roślin zawierających duże ilości tego związku (np. korzenia berberysu) emitują one silne światło.